# Fort Matanzas National Monument
Fort Matanzas National Monument blev oprettet i 1924. Stedet er som navnet siget et national monument, og det administreres af National Park Service.
Monumentet består af et spansk fort fra 1740 samt ca. 0,5 km² marskområde med saltvand og nogle småøer langs Matanzas River nær St. Augustine på Floridas nordkyst i det østlige USA. Fortet administreres sammen med Castillo de San Marcos National Monument og en række mindre steder i selve byen. Fortet bevogter Mantanzas Inlet (en lille kanal), som er den sydlige udmunding af Matanzas River. Denne indsejling fungerer som en "bagindgang" til St. Augustine.

## Historie
I 1740 benyttede Guvernør James Edward Ogglethorpe denne "bagdør" til at omgå byens hovedforsvarsværk, Castillo de San Marcos, da han fra kolonien Georgia angreb de spanske besiddelser i St. Augustine. Angrebet resulterede i en 39 dage lang belejring, inden englænderne blev slået tilbage og måtte forlade stedet med uforrettet sag. Angrebet fik imidlertid den spanske guvernør til at iværksætte opførelsen at et nyt fort ved indsejlingen til floden. Med straffefanger, slaver og soldater hentet på Cuba som arbejdskraft, blev fortet opført på en lille ø, Rattlesnake Island.
Fortet er bygget af coquina, en stenart bestående af muslingeskaller, der gennem tiden er blevet presset sammen til en hård masse. Det er 15 meter på hver led og har et 9 meter højt tårn. Da det er bygget i marskområde, er det funderet på pæle af fyrretræ. Fortet var bestykket med 5 kanoner, 4 sekspundige og en 18-pundig.
Fortet var normalt bemandet med en enkelt officer og fire infanterister og to kanonerer. I tilfælde af angreb kunne der stationeres yderligere tropper. Alle tropper på fort Mantanzas gjorde tjeneste på fortet som en rotationstjeneste fra deres egentlig posteringer i St. Augustine.

## I kamp
I 1742, da fortet netop var ved at være færdigbygget, kom Ogglethorpe endnu engang til stedet med 9 skibe. Kanonild fra fortet drev de mindre fartøjer bort, og de større krigsskibe forlod området uden at åbne ild. Denne episode er den eneste lejlighed, hvor fortet var i aktiv tjeneste. I 1763 underskrev Spanien Pariserfreden, og dermed afgav man Florida til England. I forbindelse med Pariseraftalen i 1783, kom området igen under spansk kontrol, men man gjorde ikke meget ud af at vedligeholde fortet.
Da USA overtog kontrollen over Florida i 1819 var fortet forfaldet til en tilstand, hvor det ikke længere var beboeligt. USA brugte aldrig fortet og det forfaldt til en ruin.

## National Monument
I 1916 begyndte man at restaurere fortet og i 1914 blev det tilkendt status af National Monument. I 1933 blev det overført fra Krigsministeriet til National Park Service. I 1966 blev fortet optaget på USA's National Register of Historic Places. I 2008 blev også stedets besøgscenter (Visitor Center) gjort til National Monument.
Det er kun muligt at besøge fortet på bådture fra St. Augustine.